# Gerhard Köbler
Gerhard Köbler (né le 20 avril 1939 à Fürth) est un juriste allemand, professeur d'histoire juridique allemande, de droit civil et de droit commercial, et juriste linguiste.

## Biographie
Gerhard Köbler est le fils d'un employé et grandit à Fürth. À partir de 1958, il étudie le droit, l'économie et les sciences sociales aux universités d'Erlangen et de Göttingen. En 1962, il réussit le premier examen d'État en droit à Celle. Le 29. En juillet 1964, il obtient son doctorat à l'Université de Göttingen sous la direction de Karl Kroeschell (de) avec la thèse "Civis et Ius civile au début du Moyen Âge allemand". En 1967, il passe le deuxième examen d'État à Munich.
Le 6 février 1969, Köbler obtient son habilitation à l'université de Göttingen sous la direction de Karl Kroeschell avec la thèse "Das Recht im frühen Mittelalter". Le 1er juin 1970, il prend un poste de maître de conférences à l'université de Göttingen et enseigne dans les universités de Marbourg, Hambourg, FU Berlin et TU Berlin. Le 4 mai 1972, il est nommé professeur à l'Université de Göttingen, le 25 septembre 1975 à l'Université de Giessen et le 1er mars 1986 à l'Université d'Innsbruck.
De 2000 à 2012, Gerhard Köbler est co-rédacteur en chef du Zeitschrift für Rechtsgeschichte. Ses recherches portent sur l'histoire juridique et linguistique. Il publie notamment 15 dictionnaires juridiques (anglais juridique, français juridique, italien juridique, espagnol juridique, polonais juridique, russe juridique, turc juridique, chinois juridique, tchèque juridique, hongrois juridique, finnois juridique, grec juridique, roumain juridique, bulgare juridique, portugais juridique). Le Historische Lexikon der deutschen Länder publié par Köbler (dont la 8e édition paraîtra en 2019) suscite également un grand intérêt. En outre, il publie en 1980, dans la série Arbeiten zur Rechts- und Sprachwissenschaft, un Germanisches Wörterbuch paru pour la première fois à Giessen.
Köbler publie depuis 2010 la Zeitschrift für integrative europäische Rechtsgeschichte.
Sa demande d'attribution de l'indemnité spéciale d'ancienneté pour les professeurs d'université, refusée par les autorités autrichiennes, donne lieu à un litige avec la République d'Autriche et aboutit finalement à l'arrêt Köbler (de) de la Cour européenne de justice en 2003.

## Éditions
- Civis und Ius civile im deutschen Frühmittelalter, jur. Diss., Göttingen 1964.
- Das Recht im frühen Mittelalter, Habil.-Schrift, Göttingen 1969.
- Proto-Germanisches Wörterbuch (5. Auflage), 2014. online
- Germanisches Wörterbuch (= Arbeiten zur Rechts- und Sprachwissenschaft. Band 12). Arbeiten-zur-Rechts-und-Sprachwissenschaft-Verlag, Giessen-Lahn 1980  (ISBN 3-88430-029-6). online
- Etymologisches Rechtswörterbuch. Mohr, Tübingen 1995,  (ISBN 3-16-146420-6).
- Historisches Lexikon der deutschen Länder. Die deutschen Territorien vom Mittelalter bis zur Gegenwart. 7., vollständig überarbeitete Auflage, C.H. Beck, München, 2007  (ISBN 978-3-406-54986-1) (eingeschränkte Vorschau in der Google-Buchsuche).
- Historische Enzyklopädie der Länder der Deutschen, 8. Auflage 2014 online